# Macksburg (Iowa)
Macksburg è un comune degli Stati Uniti d'America, situato nello Stato dell'Iowa, nella contea di Madison.